# 포사다 (사르데냐)
포사다(Posada, 라틴어: Pheronia, 사르데냐어: Pasada), 이전에 페로니아 또는 파우사타로도 알려진 이 도시는 이탈리아 사르데냐 지역의 누오로도에 있는 코무네이다. 이 도시는 티레니아해 연안에 자리 잡고 있다. 2004년 12월 31일 기준으로 인구는 2,394명이었고 면적은 33.52 제곱킬로미터 (12.94 mi2)였다.
포사다는 다음 지방 자치체들과 접하고 있다: 부도니, 시니스콜라 및 토르페. 이 도시는 이탈리아의 가장 아름다운 마을 중 하나이다.

## 역사
포사다 영토 내에는 팔리스키족이 세운 고대 도시 페로니아 또는 페로니아가 있었는데, 이곳에는 현재는 없어진 에트루리아 여신 페로니아의 사원이 있었다.
고대 로마 시대에 이 도시의 중요성은 근처의 포르투스 루귀도니스가 건설되면서 줄어들었다.
중세 시대에 포사다는 섬의 티레니아해 연안에 있는 바롱리아 디 포사다 또는 바롱리아 알타(바롱리아 바사 또는 오로세이/갈텔리의 바롱리아와 구별됨)라고 불리는 역사 지구의 주요 도시였다.
도시의 고대 부분은 언덕 꼭대기에 장관을 이루는 위치에 있으며, 중세의 독특한 역사 중심지와 성 (카스텔로 델라 파바) 유적, 13세기의 정사각형 파노라마 탑을 보존하고 있다.
이 성은 주디케사 아르보레아의 엘레오노라의 휴양지 역할을 했으며, 스페인 정복 전의 긴 전투 동안 아르보레아 주디카토와 아라곤주 사이에 번갈아 소유되었다.
이 성은 1431년 돈 니콜로 카로스를 위해 만들어지고 1856년에 공식적으로 끝난 포사다 남작의 봉읍이자 칭호의 자리가 되었으며, 최종적으로 사보이아가의 사르 냐 왕국에 의해 매입되었다 (모든 사르데냐 봉읍 중 마지막).

## 경제
포사다의 관광업은 주요 경제 활동이다.